# Fear (John Cale)
Fear è il quarto album di John Cale. I brani del disco furono registrati al Sound Techniques ed al Olympic Studios di Londra, Inghilterra.

## Tracce
Brani composti e arrangiati da John Cale
Lato A
1. Fear Is a Man's Best Friend – 3:52
2. Buffalo Ballet – 3:26
3. Barracuda – 3:47
4. Emily – 4:22
5. Ship of Fools – 4:36

Lato B
1. Gun – 8:03
2. The Man Who Couldn't Afford to Orgy – 4:34
3. You Know Me More Than I Know – 3:34
4. Momamma Scuba – 4:24

Edizione LP del 2008, pubblicato dalla Vinyl Lovers (900105)
Lato A
1. Fear Is a Man's Best Friend
2. Buffalo Ballet
3. Barracuda
4. Emily
5. Ship of Fools
6. Bamboo Floor – Bonus Track

Lato B
1. Gun
2. The Man Who Couldn't Afford to Orgy
3. You Know More Than I Know
4. Momamma Scuba
5. All I Want Is You – Bonus Track

## Formazione
- John Cale – voce, basso, chitarra, tastiera, viola
- Phil Manzanera – slide guitar (brano: Momamma Scuba)
- Fred Smith – batteria
- Brian Eno – tastiera
- Archie Leggatt – basso
- Michael Des Maris – batteria (brano: Momamma Scuba)
- Richard Thompson – chitarra (brano: Momamma Scuba)
- Bryn Haworth – chitarra (brano: Momamma Scuba)
- Brian Turrington – basso (brano: Momamma Scuba)
- Irene Chanter, Doreen Chanter, Liza Strike – cori